# Harry Mallin

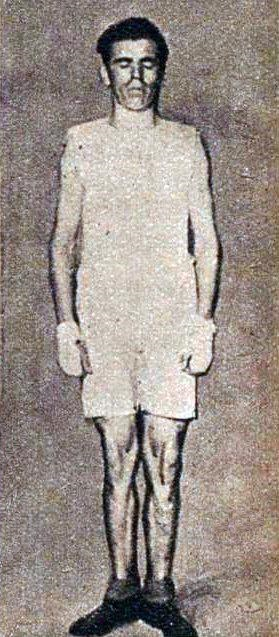
Harry Mallin, Olympiasieger im Mittelgewicht 1924.

Harry Mallin (* 1. Juni 1892 in London; † 8. November 1969 ebenda) war ein britischer Boxer. Er war Olympiasieger 1920 und 1924 im Mittelgewicht.

## Werdegang
Harry Mallin wuchs in London auf und begann als Jugendlicher mit dem Boxen. Er gehörte zunächst dem Eton Old Boys ABC (Amateur-Box-Club) an. 1919 wurde er erstmals englischer Meister der Amateure im Mittelgewicht. Diesen Titel gewann er auch noch in den Jahren 1920 bis 1923. Ab 1921 war Harry Mallin Mitglied des Metropolitan Police ABC.
Im Jahre 1920 fanden in Antwerpen die ersten Olympischen Spiele nach dem Ersten Weltkrieg statt. Harry Mallin startete dabei im Mittelgewicht (damals bis 72,6 kg). Im Gegensatz zu heute durften damals in einer Gewichtsklasse noch mehrere Vertreter eines Landes starten. Harry Mallin besiegte in Antwerpen Joseph Alfred Cranston aus den USA nach Punkten, Samuel Joseph Lagonia aus den USA durch Disqualifikation in der 2. Runde, Montgomery Herscovitch aus Kanada nach Punkten und im Endkampf Georges Arthur Prud'homme aus Kanada ebenfalls nach Punkten und wurde damit Olympiasieger.
Bei den Olympischen Spielen 1924 in Paris war er wieder im Mittelgewicht am Start. In seinen ersten beiden Kämpfen besiegte er Trygve Stokstad aus Norwegen nach Punkten und Erich Siebert aus der Schweiz durch Abbruch in der 2. Runde. In seinem dritten Kampf gegen den Franzosen Roger Brousse kam es dann zu einem einzigartigen Skandal. In diesem Kampf wurde Harry Mallin von dem Franzosen offensichtlich mehrere Male in die Brust und in die Arme gebissen. Auf Proteste von Mallin reagierte der belgische Ringrichter nicht und das Kampfgericht erklärte am Ende des Kampfes Brousse zum 2:1-Punktsieger. Mallin protestierte gegen diese Entscheidung, fand aber zunächst kein Gehör. Erst als sich das schwedische Mitglied des IOC Oscar Söderlund dieses Falles annahm und der Argentinier Manoel A. Gallardo, der eine Runde vorher gegen Brousse verloren hatte, bezeugte, dass auch er während des Kampfes mehrere Male von Brousse gebissen worden war, änderte die Jury das Ergebnis des Kampfes Mallin gegen Brousse in einen Disqualifikationssieg für Mallin um.
Im Halbfinale besiegte Harry Mallin Joseph Beecken aus Belgien nach Punkten und stand damit im Finale gegen seinen britischen Landsmann Jack Elliott. Und hier nahm der Skandal seine Fortsetzung. Zu Beginn des Kampfes erschien nämlich plötzlich Roger Brousse in Sportkleidung im Ring und wollte gegen Jack Elliott um die Goldmedaille boxen. Nach langem Hin und Her konnte erst die Polizei die Angelegenheit klären, in dem sie Brousse unter dem Protest des französischen Publikums aus dem Ring entfernte. Im erst dann möglichen Finale besiegte Harry Mallin Jack Elliott nach Punkten und war damit zum zweiten Mal Olympiasieger.
Harry Mallin, der 37 Jahre lang Angehöriger der Londoner Polizei war, beendete nach diesen Olympischen Spielen seine Karriere als aktiver Boxer. Er arbeitete danach ehrenhalber als Boxtrainer und betreute u. a. auch seinen jüngeren Bruder Fred, der ab 1928 ebenfalls fünfmal britischer Amateurmeister im Boxen wurde.

## Englische Meisterschaften mit Harry Mallin
(alle im Mittelgewicht, damals bis 72,6 kg Körpergewicht)
- 1919: Sieger durch Abbruch in der 2. Runde über F. Whitbred, Fulham ABC,
- 1920: Sieger über Edward White, Lynn ABC,
- 1921: Sieger über E. Whithouse, Limehouse & Poplar ABC,
- 1922: Sieger durch Abbruch in der 2. Runde A. Jones, Fulham ABC,
- 1923: Sieger über A. Jones, Fulham ABC